# Alte Mauerstraße (Parchim)
Die historische Alte Mauerstraße in Parchim führt in der östlichen Altstadt in Nord-Süd-Richtung von der Lindenstraße zur Straße Am Wallhotel.

## Nebenstraßen

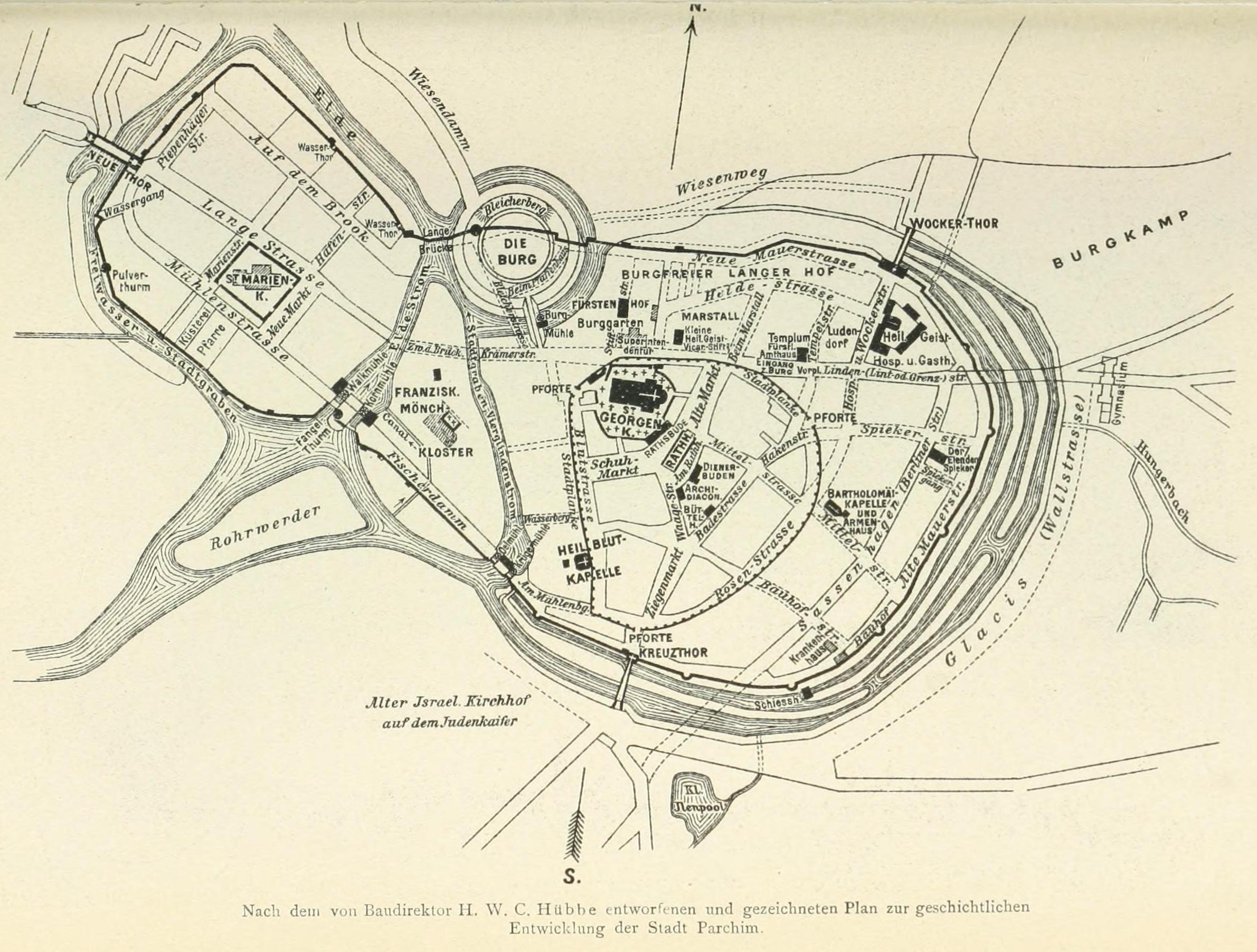
Parchim im Mittelalter

Die Nebenstraßen und Anschlussstraßen wurden benannt als Lindenstraße nach dem Baum, Spiekerstraße und Spiekergang nach den früheren Speichern, Mittelstraße nach der mittelalterlichen Lage, Bauhofstraße seit um 1829 nach einem früheren Bauhof der Stadt an der Stadtmauer, unbenannter Weg durch die Wallanlagen und Am Wallhotel nach dem ehemaligen Hotel als erstem Gebäude außerhalb der Stadtmauer (heute Sparkasse).

## Geschichte
Die Straße wurde nach der alten Stadtmauer benannt, gebaut zwischen 1289 und 1310.
Im Frühmittelalter bestand eine slawische Siedlung. 1170 wurde die Burg erwähnt, in der von 1238 bis 1248 der Landesfürst residierte. 1282 schlossen sich die alte Stadt und die Neustadt von 1240 zusammen. 1289 brannte ein Teil der Altstadt ab. Zwischen 1289 und 1310 wurde die Stadtmauer Parchim errichtet. 1612 vernichtete ein weiterer Brand große Teile der Stadt.
Die Straße markiert den östlichen Verlauf der Stadtmauer und der Wallanlagen, die heute bis zur Wallallee (B 321) reicht. Die Straße wurde nach 1850 angelegt und danach erfolgte eine Bebauung.
Das 3. Eskadron des 2. Großherzoglich Mecklenburgischen Dragoner-Regiments Nr. 18 hatte u. a. im Bereich Rosenstraße, Neue und Alte Mauerstraße im 19. Jahrhundert ihre Quartiere.
Ab 1991 wurden die historische Altstadt und so auch die Straße, ihre Häuser und die benachbarten Wallanlagen im Rahmen der Städtebauförderung saniert.

## Gebäude, Anlagen
An der Straße stehen zumeist zweigeschossige Häuser. Die mit (D) gekennzeichneten Häuser stehen unter Denkmalschutz.
- Nr. 1, Ecke Lindenstraße:  2-gesch. Wohnhaus von nach 1829 und vor 1870 (D), Fachwerkhaus auf Sockelgeschoss, Teile des Hauses sind in die Stadtmauer eingebaut, nach Leerstand 1993 bestandsgesichert, 1998 teilsaniert, 2004 saniert
- Nr. 21: Wohnhaus, hier wohnte Paul Sasnowski (1903–1944), kommunistischer Widerstandskämpfer gegen den Nationalsozialismus, bis 1990 war hier eine Gedenktafel
- Nr. 25: 2-gesch. Wohnhaus (D), ehemaliger Speicher, saniert und heute Sitz der Ländlichen Erwachsenenbildung (LEB) Bildungszentrum Parchim
- Nr. 26: 2-gesch. Wohnhaus (D)
- Nr. 29: 2-gesch. Wohn- und Geschäftshaus (D)
- Nr. 36, Ecke Bauhofstraße: 1-gesch. sehr differenziertes Wohn- und Geschäftshaus von 1855 (D), Fachwerkhaus mit Krüppelwalmdach, Backsteinausfachungen und Zwerchgiebel, erstes Parchimer Krankenhaus mit sieben Krankenzimmern und einer Badestube; später Mietwohnungen, 2007 saniert als Wohnhaus mit Büros